# Ready to Rumble
Ready to Rumble is een film uit 2000 onder regie van Brian Robbins.

## Verhaal
Wanneer hun favoriete worstelaar wordt verraden, gaan de twee vrienden Gordie en Sean naar hem toe om hem te helpen zijn carrière en waardigheid terug te krijgen.

## Rolverdeling
| Acteur         | Personage    |
| -------------- | ------------ |
| David Arquette | Gordie Boggs |
| Scott Caan     | Sean Dawkins |
| Oliver Platt   | Jimmy King   |
| Bill Goldberg  | Goldberg     |
| Rose McGowan   | Sasha        |
| Caroline Rhea  | Euginia King |
| Chris Owen     | Isaac        |